# Enshi
Enshi (en chino, 恩施; pinyin, Ēnshī) es un municipio bajo la administración directa de la prefectura homónima, al oeste de la provincia de Hubei, República Popular China. Situada mayormente en un sistema montañoso a una altura media de los 900 m s. n. m., la zona urbana yace en una región de valle a 420 m s. n. m., donde es bañada por el río Qing (清江), un tributario del Yangtse. Su área es de 3967 km² y su población total para 2011 superó los 780 mil habitantes. 

## Administración
Desde junio de 2023, el  Municipio Enshi se divide en 18 pueblos que se administran en 5 subdistritos,  6 poblados, 6 villas y 1 villa étnica. 

## Toponimia
El topónimo Enshi se compone de los sinogramas En (gracia/favor) y Shi (nombre propio/conceder).
Al final de la Dinastía Jin, un hombre llamado Huandan (桓诞) luchó por la independencia y construyó una asentamiento a orillas del arroyo Shi (施水) para establecer el Estado Shi (施国), el estado fue posteriormente destruido por la dinastía Zhou del Norte que en el 573 AD estableció la Provincia Shi (施州 Shizhou).
En 1728 durante la dinastía Qing, como guiño al emperador Yongzheng  se añade el En (恩) a Shi (施) y queda Enshi (恩施) con el significado "tierra otorgada (shi) por gracia (en) del emperador" (皇恩泽布施地 Huáng Ēnzé bùShī de). El intento de borrar el nombre Shi por el concepto Conceder, refleja la estrategia imperial de "pacificación" mediante nombres que enfatizaban sumisión o gratitud.
El carácter 恩 (Ēn) también aparece en nombres cercanos como Xuan'en. Ambos topónimos comparten la raíz de "gracia imperial", destacando la influencia cultural y política de la dinastía Qing en la zona.

## Historia
Los primeros registros de Enshi datan del 770 a. C.. En ese momento el área era conocida como Estado Bazi, el cual duró hasta el año de 476 a. C.. En el periodo de los tres reinos se le conoció como condado Shaqu (沙渠县), cambiando durante la dinastía Sui a prefectura Yong (庸州). Durante la dinastía Tang fue la prefectura Shi (施州), y posteriormente se cambió a la Comandería Qingjiang (清江郡) primero y a la comandería Qinghua (清化郡) después. No fue hasta 1728, durante la dinastía Qin, cuando empezó a ser conocido como condado Enshi (恩施县). Fue capital provisional de la provincia de Hubei durante la guerra contra los japoneses. El 7 de noviembre de 1981 el consejo de estado aprobó que al condado se le añadieran nuevas áreas y se niveló a ciudad, para, dos años después, ser asignada como sede del gobierno autónomo prefectural.

## Clima
Enshi tiene un clima monzónico de influencia subtropical húmeda, con inviernos cortos y frescos y veranos calientes y húmedos. La temperatura mensual promedio oscila entre 5 °C en enero y 26 °C en agosto, mientras que la media anual es de 16 °C . Más de dos tercios de la precipitación anual (1470 milímetros) se producen de mayo a septiembre, la ciudad recibe sólo 1212 horas de sol cada año, el invierno es especialmente nublado mientras que de julio a septiembre es el período más soleado del año con cerca del 50% anual.
| Parámetros climáticos promedio de Enshi (1971−2000)               | Parámetros climáticos promedio de Enshi (1971−2000) | Parámetros climáticos promedio de Enshi (1971−2000) | Parámetros climáticos promedio de Enshi (1971−2000) | Parámetros climáticos promedio de Enshi (1971−2000) | Parámetros climáticos promedio de Enshi (1971−2000) | Parámetros climáticos promedio de Enshi (1971−2000) | Parámetros climáticos promedio de Enshi (1971−2000) | Parámetros climáticos promedio de Enshi (1971−2000) | Parámetros climáticos promedio de Enshi (1971−2000) | Parámetros climáticos promedio de Enshi (1971−2000) | Parámetros climáticos promedio de Enshi (1971−2000) | Parámetros climáticos promedio de Enshi (1971−2000) | Parámetros climáticos promedio de Enshi (1971−2000) |
| Mes                                                               | Ene.                                                | Feb.                                                | Mar.                                                | Abr.                                                | May.                                                | Jun.                                                | Jul.                                                | Ago.                                                | Sep.                                                | Oct.                                                | Nov.                                                | Dic.                                                | Anual                                               |
| ----------------------------------------------------------------- | --------------------------------------------------- | --------------------------------------------------- | --------------------------------------------------- | --------------------------------------------------- | --------------------------------------------------- | --------------------------------------------------- | --------------------------------------------------- | --------------------------------------------------- | --------------------------------------------------- | --------------------------------------------------- | --------------------------------------------------- | --------------------------------------------------- | --------------------------------------------------- |
| Temp. máx. media (°C)                                             | 8.3                                                 | 10.3                                                | 14.9                                                | 21.6                                                | 25.9                                                | 28.8                                                | 31.6                                                | 32.5                                                | 27.3                                                | 21.6                                                | 15.9                                                | 10.4                                                | 20.8                                                |
| Temp. mín. media (°C)                                             | 2.6                                                 | 4.0                                                 | 7.5                                                 | 12.6                                                | 16.8                                                | 20.2                                                | 22.8                                                | 22.6                                                | 18.8                                                | 13.9                                                | 9.0                                                 | 4.3                                                 | 12.9                                                |
| Precipitación total (mm)                                          | 29.0                                                | 34.2                                                | 61.1                                                | 127.5                                               | 186.2                                               | 237.1                                               | 257.5                                               | 162.0                                               | 163.3                                               | 119.0                                               | 64.3                                                | 29.2                                                | 1470.4                                              |
| Días de precipitaciones (≥ 0.1 mm)                                | 11.5                                                | 11.4                                                | 15.1                                                | 15.9                                                | 16.3                                                | 16.6                                                | 16.3                                                | 12.8                                                | 12.6                                                | 14.4                                                | 11.9                                                | 11.2                                                | 166.0                                               |
| Horas de sol                                                      | 37.9                                                | 44.6                                                | 63.1                                                | 105.7                                               | 124.8                                               | 124.4                                               | 166.5                                               | 204.1                                               | 125.7                                               | 96.5                                                | 69.4                                                | 49.2                                                | 1211.9                                              |
| Humedad relativa (%)                                              | 84                                                  | 80                                                  | 80                                                  | 79                                                  | 79                                                  | 81                                                  | 81                                                  | 76                                                  | 80                                                  | 84                                                  | 85                                                  | 85                                                  | 81.2                                                |
| Fuente: China Meteorological Administration 10 de octubre de 2010 |                                                     |                                                     |                                                     |                                                     |                                                     |                                                     |                                                     |                                                     |                                                     |                                                     |                                                     |                                                     |                                                     |

## Economía
Desde 2013 la región parece vivir un auge económico con la construcción de edificios y comercios. La ciudad es un importante punto en el tema de la agricultura, tiene grandes espacios de tierra disponible y la mayoría de sus siembras son de hortalizas. Esta es sede principal de una universidad y de una escuela tecnológica, dos hospitales, muchos bancos, supermercados y tiendas. También tiene una fábrica de tabaco.

## Turismo
La ciudad está construida a orillas del río Qing y está rodeada de montañas cubiertas de bosques, lo que atrae el turismo. Cuenta con muchos hoteles, restaurantes y spas. 
Hay un parque natural que ofrece paisajes y vistas de la urbe, así como un parque de diversiones. Durante los meses de verano hay tours de rafting de agua disponibles en el río.
Hay un club nocturno local situado bajo el "puente refugio" llamado "Soho Times".

## Transporte
La terminal aérea de la ciudad es el aeropuerto internacional Xujiaping (恩施许家坪机场) ubicado a unos 4,5 km de distancia. Se iniciaron las obras del mismo en 1986 y fue abierto al público en 1993, sufriendo remodelaciones para la ampliación en 2008 con el objetivo de aumentar su capacidad de usuarios y aviones jumbo.
Por la ciudad pasa el ferrocarril Yichang-Wanzhou (宜 万 铁路) una vía de 377 km que conecta a Yichang (provincia de Hubei) con Wanzhou (Chongqing). Fue terminada en 2010 y fue una de las más difíciles de construir debido al terreno.
La ruta nacional 209 (209国道) de 3435 km de largo conecta a Enshí con toda China por autopistas principales.
La Express Shanghai–Chongqing G50 de 1900 km la conectan de una forma rápida a dos centros industriales internacionales.